# Bourneova nadmoć (2004.)
Bourneova nadmoć (eng. The Bourne Supremacy) akcijski je triler Paula Greengrassa iz 2004. djelomično temeljen na istoimenom romanu Roberta Ludluma. Film je objavio Universal 23. srpnja 2004., a zaradio je slične pohvale kao i njegov prethodnik, Bourneov identitet. Godine 2007. snimljen je treći nastavak, Bourneov ultimatum.
Bourneova nadmoć nastavlja priču o bivšem operativcu CIA-e koji pati od amnezije, Jasonu Bourneu, koji i dalje pokušava otkriti istinu o svojoj mutnoj prošlosti okružen urotom koja vlada oko CIA-e i Operacije Treadstone. U glavnoj ulozi ponovno se pojavljuje Matt Damon, a u filmu nastupaju i Franka Potente kao Marie Helena Kreutz, Brian Cox kao Ward Abbott, Joan Allen kao Pamela Landy i Julia Stiles kao Nicolette Parsons.
Film se umnogome udaljava od svog književnog predloška jer je Alexander Conklin sad mrtav te je CIA sada Bourneov neprijatelj, a ne saveznik (radnja uključuje elemente romana o Bourneu, Bourneova ostavština Erica Van Lustbadera). Osim toga, priča knjige se odvija u Hong Kongu gdje otimaju Marie kako bi Bourne prihvatio misiju.

## Radnja
Dvije godine nakon događaja opisanih u Bourneovu identitetu, Bourne i njegova djevojka, Marie Kreutz, žive u Goi u Indiji. Bourneu se javljaju kratka prisjećanja na ubojstvo u hotelu u Berlinu. U međuvremenu, u Berlinu, časnik CIA-e pod zapovjedništvom zamjenice direktora Pamele Landy zamjenjuje tri milijuna dolara za dokumente o krađi trideset milijuna dolara od CIA-e, sedam godina ranije. Razmjena se odigrava u uredskoj zgradi u Berlinu. Tijekom razmjene, ubojica zvan Kirill podmeće otiske prstiju Jasona Bournea na bombu u podrumu zgrade i nakon toga ubija agenta i izvor, ukravši dokumente i novac. Prodaje ih ruskom naftnom tajkunu Juriju Gretkovu.
Kirill otuputuje na Gou kako bi ubio Bournea, ali ga ovaj opazi i pobjegne s Marie. Dok on i Marie odlaze autom, Kirill ugleda Bournea na vozačkom sjedalu. Pred mostom, dvoje zamjenjuju sjedala, a Bourne se sprema iskočiti iz auta kako bi se obračunao s ubojicom, ali ga Marie pokuša odgovoriti od te namjere, vjerujući kako nasilje neće ništa riješiti. Naoružan snajperom, Kirill opuca na vozačevo mjesto, ubivši Marie, a auto pada s mosta u rijeku. Kirill vjeruje da je Bourne mrtav, no on uspijeva otplivati na obalu neopažen. Bourne odlazi u Napulj s novcem i putovnicom u pokušaju da sazna zašto ga opet pokušavaju ubiti, vjerujući kako ga progoni Treadstone.
U Berlinu, Landy pronalazi podmetnuti otisak prsta i odlazi u sjedište CIA-e u Langley u Virginiju kako bi otkrila kome pripadaju. Otkriva da pripadaju Bourneu i počne ispitivati Abbotta o Treadstoneu. On priznaje da je dao ubiti Conklina nakon neuspjeha misije, ali nema pojma gdje je Bourne. Landy kaže Abbottu da je agent CIA-e koji je ukrao 30 milijuna dolara naveden u ukradenim dosjeima. Ruski političar Vladimir Neski trebao je identificirati lopova. No, prije što mu je to pošlo za rukom, ubila ga je njegova žena u hotelu u Berlinu, koja je nakon toga počinila samoubojstvo. Landy vjeruje da su Bourne i Conklin bili umiješani u krađu, a na temelju otisaka, da je Bourne odgovoran za smrt časnika CIA-e i izvora u Berlinu. Abbott i Landy odlaze u Berlin nadajući se kako će ući u trag Bourneu i uhvatiti ga.
Stigavši u Napulj, Bourne namjerno iskoristi putovnicu koja je naslovljena na njega. Agente u Langleyju obavještavaju o njegovu dolasku i on biva zadržan. Svlada talijanskog policajca i CIA-ina ispitivača, stavlja agentovu SIM karticu u svoj mobitel i pobjegne. Vozeći se, Bourne prima poziv od Landy, saznavši joj ime, broj telefona te da je osumnjičen za nedavna ubojstva u Berlinu. Ukrade auto i pođe u Njemačku. U Münchenu, provaljuje u kuću još jednog agenta Treadstonea. Po dolasku, agent, Jarda mu kaže da je Treadstone ugašen po Conklinovoj smrti; on i Bourne su jedini preostali iz projekta. Bourne shvaća kako je Jarda pozvao pojačanje. Jarda ga napadne, dvojica se potuku, a Bourne ga ubija. Postavlja zamku otvorivši plin i stavivši časopis u toster; kuća eksplodira po dolasku pojačanja.
U Amsterdamu, Landy i Abbott pronalaze Nicky Parsons, operativku Treadstonea u Parizu, i izlože joj situaciju. Bourne ih slijedi iz hotela u ured CIA-e u Berlinu. Naoružan snajperom s obližnje zgrade, Bourne naziva Landy na telefon, ispitujući za njene namjere. Ona mu kaže da ga love zato što je ubio dvoje ljudi u Berlinu. Iako Landy misli na agente, on misli da se referira na Neskog i njegovu ženu. Bourne dogovara sastanak s Nicky na Alexanderplatzu, gdje koristi brojni anti-kapitalistički prosvjed kako bi izbjegao nadzor. Odvodi Nicky do podzemne željeznice i ispita je, saznavši da je Abbott bio šef Treadstonea, a ne Conklin. Vraća mu se flashback na ubojstvo Neskog u Brecker Hotelu, ali Nicky ne zna ništa o tome. Nakon što je čuo razgovor preko Nickyna odašiljača, Landy počinje vjerovati da je Bourneu namješteno. Na njeno i Abbottovo iznenađenje, Bourne pušta Nicky neozlijeđenu. U uredu, Abbottov suradnik Danny Zorn postaje siguran kako je Bourneu namješteno nakon što je pregledao podrum gdje je pronađena bomba s Bourneovim otiscima. Nakon što je otkrio svoja zapažanja Abbottu, ovaj ga izbode do smrti, dokazujući svoju umiješanost u urotu.
Bourne se vraća u Brecker Hotel u Berlinu i prisjeti se misije. Poslan je da ubije Neskog po Conklinovoj naredbi; i kad se Neskijeva žena nenadano pojavila, ustrijelio je njega, a zatim i nju, namjestivši tijela tako da izgleda kao ubojstvo i samoubojstvo. Njemačka policija stiže nakon što je recepcija hotela otkrila da je Bourne tražen, što prekida Bourneov flashback i prisiljava ga da pobjegne iz zgrade preko fasade. Nakon što ga je izigrao, Bourne provaljuje u Abbottovu hotelsku sobu i snima razgovor između njega i Gretkova koji ih inkriminira za krađu novca. Abboott priznaje da je naredio Bourneovo ubojstvo (Marie nije bila meta), ubojstvo Neskog od strane Bournea, Kirillovo ubojstvo dvojice agenata te da je podmetnuo otiske prstiju. Zbog poštovanja prema Marienu uvjerenju u nenasilne metode, Bourne pošteđuje Abbottov život. Zornovo tijelo pronalaze u uredu, a Landy, shvativši da ga je Abbott ubio, odlazi kako bi se suočila s Abbottom, koji je u međuvremenu počinio samoubojstvo. Landy kasnije dobiva vrpcu koju je Bourne snimio.
Bourne odlazi u Moskvu kako bi pronašao Neskijevu kćer, gdje ga ranjava Kirill. Nakon spektakularne automobilske potjere po ulicama Moskve, Bourne prisiljava Kirilla da se zabije u stup tunela. Gretkova uhićuje ruska policija nakon što im je Landy dostavila dokaze koje je dobila od Bournea. Bourne odlazi u stan Neksijeve kćeri i kaže joj kako joj majka nije ubila oca, a zatim počinila samoubojstvo - Bourne ih je ubio oboje na misiji koja je krenula krivim smjerom, i da se ispričava.
Priča se vraća u New York. Bourne nazove Landy na mobitel, pitajući je traži li ga još CIA. Landy mu zahvaljuje zbog vrpce, koju je CIA iskoristila kako bi riješila nesporazume oko zamke koju su mu postavili. Prije što Bourne spušta, Landy otkriva Bourneu da mu je pravo ime David Webb i da je rođen 15. travnja 1971. u Nixi u Missouriju. Nakon što mu ona predloži da dođe na razgovor, Bourne odbije rekavši, "Odmori se, Pam. Izgledaš umorno." Bourne se izgubi među ljudima u New Yorku uz zvuke Mobyjeve pjesme "Extreme Ways".

## Glumci
- Matt Damon kao Jason Bourne: bivši ubojica iz CIA-ina programa Operacija Treadstone.
- Joan Allen kao Pamela Landy: zamjenica direktora CIA-e, progoni Bournea nakon svoje neuspješne operacije.
- Brian Cox kao Ward Abbott: zamjenik direktora CIA-e i bivši šef Operacije Treadstone.
- Julia Stiles kao Nicky Parsons: bivši Bourneov kontakt iz Treadstonea; angažiraju je iz post-Treadstone zadatka kako bi pomogla u potrazi za Bourneom.
- Karl Urban kao Kirill: ruski tajni agent i ubojica koji radi za Gretkova.
- Karel Roden kao Gretkov: Kirillov poslodavac.
- Franka Potente kao Marie Helena Kreutz: Bourneova djevojka.
- Gabriel Mann kao Danny Zorn: član Abbottova osoblja, bivši član stožera Operacije Treadstone.
- Tomas Arana kao Martin Marshall: Direktor CIA-e.
- Tom Gallop kao Tom Cronin: Desna ruka Pamele Landy.
- Michelle Monaghan kao Kim: Landyn agent broj dva.
- Oksana Akinshina kao Irina Neski: kći političara Vladimira Neskog, kojeg je Bourne ubio.
- Marton Csokas kao Jarda: posljednji preživjeli član Operacije Treadstone.

## Razlike u odnosu na roman
Postoji mnogo razlika između romana Bourneova nadmoć i romana. U romanu, David Webb (alter ego Jasona Bournea) nije u bijegu. On i Marie su sada u braku, a Marie ne umire. Webb je profesor istočnih studija, ali ga na oku drže Alexander Conklin i Mo Panov, psihijatar koji mu je pomogao da se prisjeti prošlosti. Premisa događaja je jednaka: netko koristi ime "Jason Bourne" u seriji ubojstava u Aziji koji bi trebali omogućiti kineskim nacionalistima da svrgnu komuniste. U pokušaju da ulove lažnog Bournea, CIA otima Marie kako bi prisilila Webba na suradnju. Bourne pronalazi lažnog Bournea i ubija ga. Zatim se vraća u Kinu kako bi ubio visokorangiranog službenika kineske vlade koji stoji iza tajnovitih ubojstava koja su započela cijelu priču. Kad je to obavio, vraća se Marie na svoju akademiju u Maineu u SAD-u, sve dok se "Šakal" ne vraća po njega u "Bourneovu ultimatumu".
Većina događaja iz Bourneove nadmoći odvija se u Kini, Hong Kongu i Macauu, dok u mjesta događaja u filmu Indija, Berlin i Moskva.

## Reakcije
Bourneova nadmoć zaradila je 288,500,217 dolara. Recenzije na internetu su uglavnom bile pozitivne, dok su kritike u prvom redu bile upućene lošem radu kamere koji je otežao gledanje nekoliko akcijskih scena, što se ponovilo i u Bourneovu ultimatumu. Na dodjeli Taurus World Stunt nagrada 2005., iskusni ruski kaskaderski koordinator Viktor Ivanov je osvojio nagradu za svoju vožnju u sceni moskovske potjere. Dan Bradley, pomoćni redatelj na filmu, također je osvojio nagradu za kaskaderske scene.
DVD izdanje filma sadrži drugačiji završetak filma. Bourne se sruši u moskovskom parku nakon priznanja Neskijevoj kćeri. Budi se u bolnici, a prije bijega mu Landy kaže njegovo pravo ime.

### Nagrade
| Godina | Organizacija                                                | Nagrada                  | Kategorija/Dobitnik                                                                                    | Rezultat   |
| ------ | ----------------------------------------------------------- | ------------------------ | --- | ---------- |
| 2005.  | ASCAP filmske i televizijske glazbene nagrade               | ASCAP nagrada            | Top Box Office filmovi: John Powell                                                                    | Pobjeda    |
| 2005.  | Akademija znanstvene fantastike, fantastike i horor filmova | Nagrada Saturn           | Nagrada Saturn za najbolji akcijsko pustolovni triler film i Najbolji glumac- Matt Damon               | Nominiran  |
| 2005.  | Organizacija televizijskih filmskih kritičara               | Nagrada Critics Choice   | Najpopularniji film                                                                                    | Nominiran  |
| 2005.  | Nagrade Cinema Audio Society                                | Nagrada C.A.S.           | Najbolji miks zvuka                                                                                    | Nominiran  |
| 2005.  | Nagrade Empire                                              | Nagrada Empire           | Najbolji glumac- Matt Damon i najbolji film                                                            | Pobjeda    |
| 2005.  | Nagrade Empire                                              | Nagrada Empire           | Najbolji britanski redatelj- Paul Greengrass i Scena godine- sekvenca moskovske automobilske potjere   | Nominiran  |
| 2005.  | MTV Movie Award                                             | MTV Movie Award          | Najbolja akcijska sekvenca-sekvenca moskovske automobilske potjere i Najbolji glumac- Matt Damon       | Nominiran  |
| 2005.  | Nagrade Golden Reel                                         | Nagrada Golden Reel      | Najbolja montaža zvuka u domaćim filmovima                                                             | Nominiran  |
| 2005.  | Nagrade People's Choice                                     | Nagrada People's Choice  | Omiljeni dramski film                                                                                  | Nominiran  |
| 2005.  | Nagrade Teen Choice                                         | Nagrada Teen Choice      | Najbolji glumac: Akcija/pustolovina/triler-Matt Damon i najbolji film Choice Movie: Akcija/pustolovina | Nominiran  |
| 2005.  | Nagrade USC Scripter                                        | Nagrada USC Scripter     | Tony Gilroy (scenarist) i Robert Ludlum (pisac)                                                        | Nominiran  |
| 2005.  | Nagrade World Soundtrack                                    | Nagrada World Soundtrack | Najbolji originalni soundtrack godine-John Powell i soundtrack skladatelj godine-John Powell           | Nominiran  |
| 2005.  | Nagrade Taurus World Stunt                                  | Nagrada Taurus           | Najbolji kaskaderski koordinator i/ili Najbolji pomoćni redatelj i Najbolji rad s vozilom              | Pobjeda    |
| 2005.  | Nagrade Taurus World Stunt                                  | Nagrada Taurus           | Najbolji obračun- Darrin Prescott i Chris O'Hara                                                       | Nominirani |

## Soundtrack
Originalni soundtrack skladao je John Powell, no na njemu se našla i nova verzija Mobyjeve pjesme "Extreme Ways".

### Popis pjesama
1. Goa – (3:00)
2. The Drop – (3:42)
3. Funeral Pyre – (2:21)
4. Gathering Data – (1:54)
5. Nach Deutschland – (2:40)
6. To the Roof – (5:32)
7. New Memories – (2:48)
8. Berlin Foot Chase – (5:16)
9. Alexander Platz/Abbotts Confesses – (3:34)
10. Moscow Wind Up – (6:54)
11. Bim Bam Smash – (5:09)
12. Atonement – (1:30)
13. Extreme Ways – (3:56)

## Vanjske poveznice
- Službena stranica  Arhivirana inačica izvorne stranice od 26. travnja 2021. (Wayback Machine)
- Bourneova nadmoć u internetskoj bazi filmova IMDb-a
- Bourneova nadmoć na Rotten Tomatoes
- Scenarij filma na MovieScriptPlace.com  Arhivirana inačica izvorne stranice od 15. ožujka 2008. (Wayback Machine)